# Adolfine Neumann
Adolfine Neumann (* 5. Februar 1822 in Karlsruhe; † 8. April 1844 in Wien) war eine deutsche Theaterschauspielerin.

## Leben
Neumann war eine Tochter des Schauspielerehepaars Amalie Haizinger und Carl Neumann; die spätere Schauspielerin Luise Neumann (1818–1905) war ihre ältere Schwester. Gleich ihrer Schwester erhielt sie ihren künstlerischen Unterricht durch ihre Mutter und konnte mit deren Unterstützung bereits 1838 am Hoftheater ihrer Heimatstadt debütieren.
Zusammen mit ihrer Mutter ging sie im darauffolgenden Jahr nach Wien ans Hoftheater und konnte dort ebenfalls mit Bravour bestehen. Es folgte ein Engagement an das Stadttheater von Hamburg und von dort aus wechselte sie an das Theater nach Kassel.
Ab 1841 unternahm Neumann eine große Tournee, welche sie nahezu drei Jahre lang an die Bühnen von Berlin, Pest, Hannover, Stuttgart und Breslau führte. Nach einem Gastspiel am Stadttheater in Kassel und einem an der Hofoper Berlin sollte wieder ein längeres Engagement am Hoftheater in Wien folgen. Zu diesem kam es aber nicht mehr, da Neumann dort kurz nach ihrem 22. Geburtstag am 8. April 1844 verstarb.

## Rollen (Auswahl)
- Kunigunde – Hans Sachs
- Maria Schweidler – Die Bernstein-Hexe (Heinrich Laube)
- Minna – Minna von Barnhelm (Gotthold Ephraim Lessing)